# Amegilla sjoestedti
Amegilla sjoestedti är en biart som först beskrevs av Heinrich Friese 1909.  Amegilla sjoestedti ingår i släktet Amegilla och familjen långtungebin. Inga underarter finns listade i Catalogue of Life.